# Comtat de Pike (Alabama)
El Comtat de Pike és un comtat ubicat a l'estat d'Alabama, als Estats Units. Rep el seu nom en honor del general Zebulon Pike de Nova Jersey, qui va explorar el sud de Colorado i va descobrir Pikes Peak el 1806. Segons el cens de 2010, el comtat tenia 32.899 habitants. La capital és Troy.
El comtat té una extensió de 1.740 km², dels quals només un 0,16% corresponen a aigües interiors.

## Història
L'Estat d'Alabama es va incorporar el 1819 als Estats Units d'Amèrica i de seguida es va organitzar en comtats. El de Pike, batejat en honor el general de Nova Jersey, Zebulón Pike, es va establir el 17 de desembre de 1821, tot essent un dels més antics.
El comtat de Pike comprenia una gran extensió de terreny, tan gran que es va arribar a conèixer com "Estat de Pike" i incloïa parts del que ara són els comtats de Crenshaw, Montgomery, Macon, Bullock i Barbour, tot arribant per l'est al riu Chattahoochie.

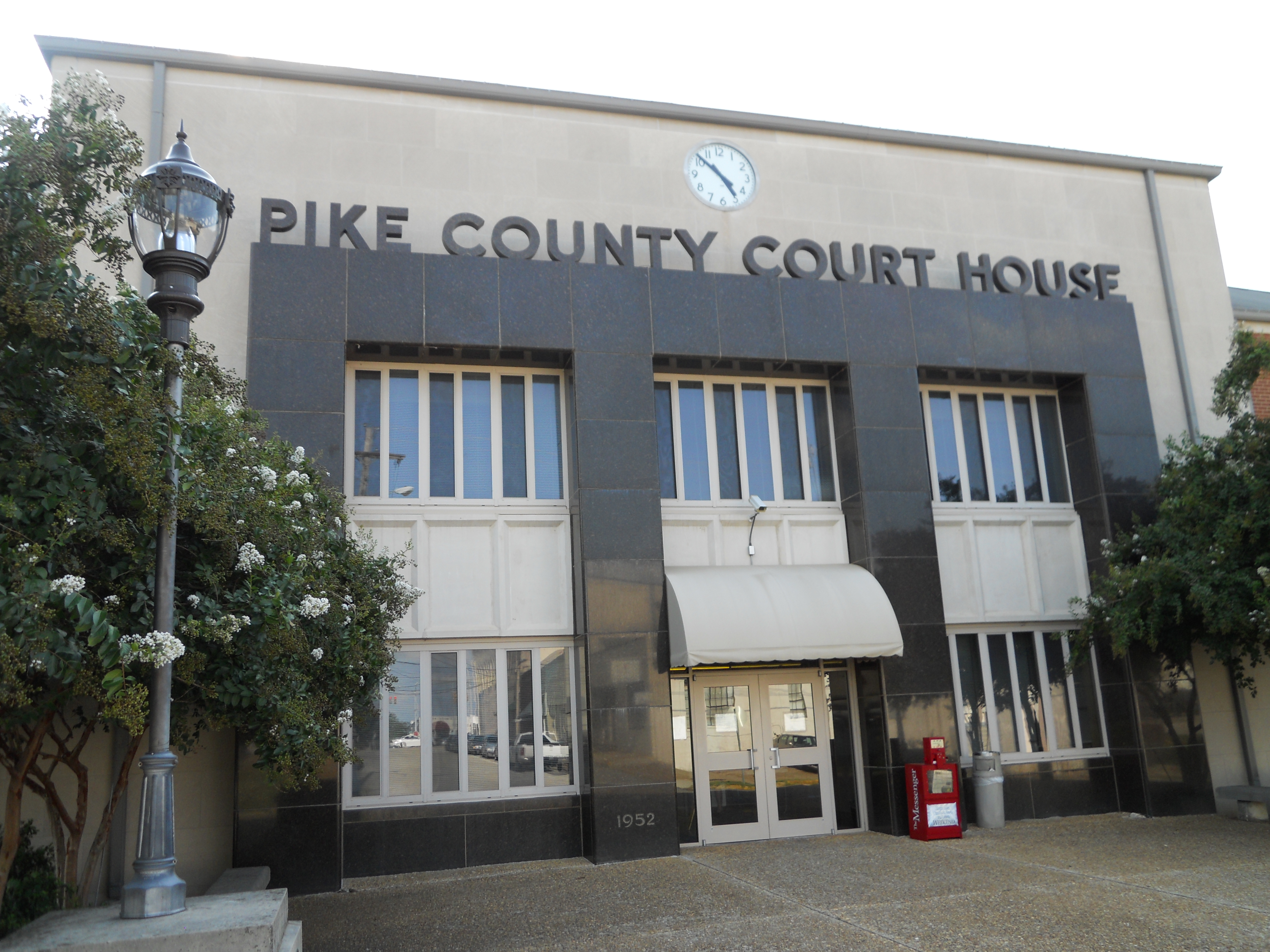
Sala de Justícia del Comtat de Pike.

## Ciutats i pobles
- Banks
- Brundidge
- Goshen
- Lewis (nord-est de Troy)
- Troy